# Skyclad (néopaganisme)
 (février 2018).
Si vous disposez d'ouvrages ou d'articles de référence ou si vous connaissez des sites web de qualité traitant du thème abordé ici, merci de compléter l'article en donnant les références utiles à sa vérifiabilité et en les liant à la section « Notes et références ».
Pour les articles homonymes, voir Skyclad (homonymie).

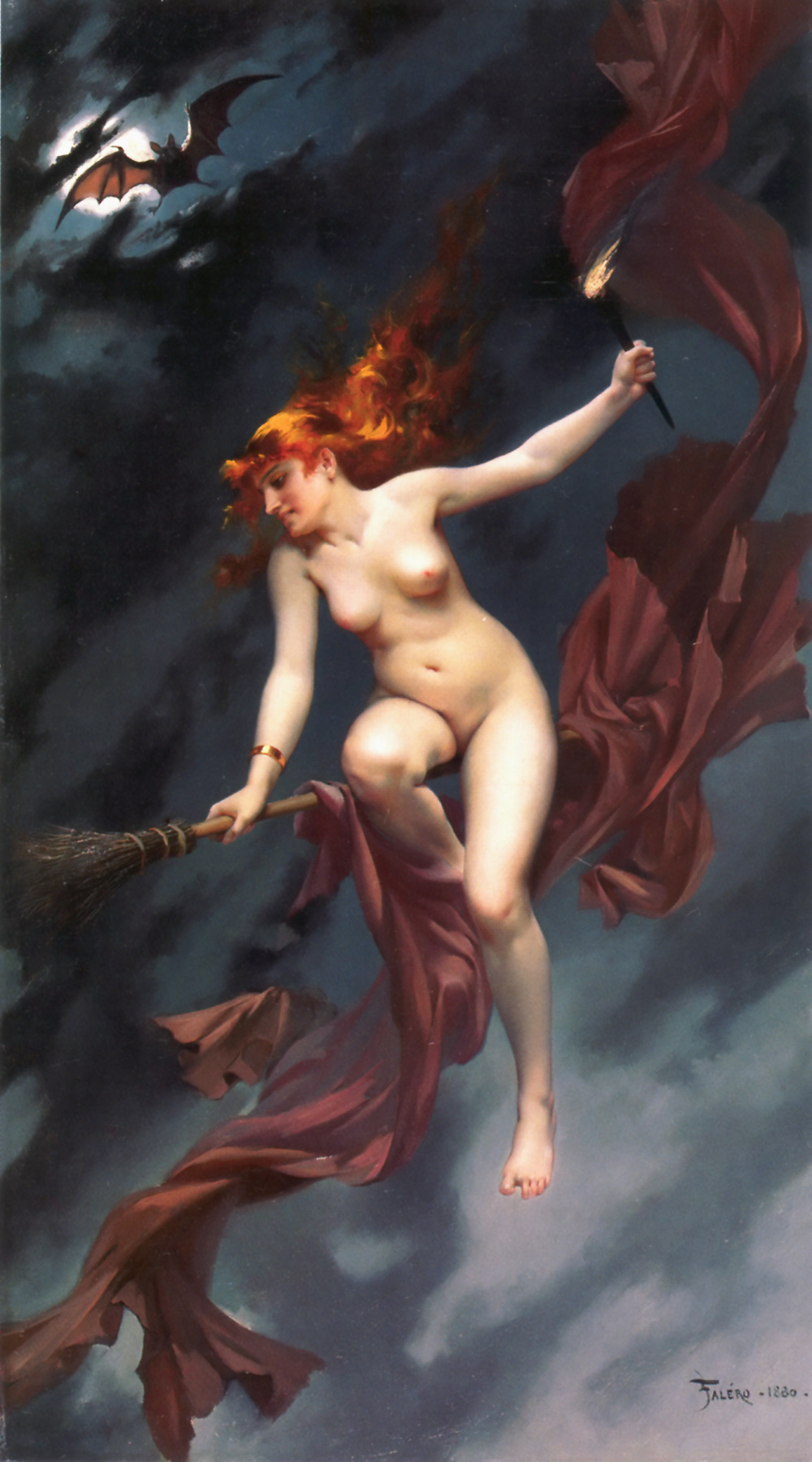
Représentation artistique d'une sorcière nue. La nudité et la sorcellerie ont longtemps été associées dans les arts visuels.

Dans la Wicca et le Paganisme/Néo-paganisme, le terme Skyclad (littéralement « vêtu par les cieux ») désigne la nudité dans le cadre d'un rituel religieux. 
Des écrits rapportent que le Skyclad était pratiqué au XVIIe siècle par des groupes païens et des clans de sorcières (appelés Covens), mais la nudité rituelle a des origines nettement plus anciennes et n'est pas exclusive au paganisme : d'autres religions l'ont pratiquée (y compris le Christianisme)[réf. nécessaire].
Des raisons spirituelles peuvent expliquer cet intérêt pour la nudité rituelle : l'écrivaine américaine Starhawk a écrit, dans Spirale de la Danse, « le corps nu représente la vérité qui transcende toute coutume sociale » et « qu'il est un signe de loyauté (...) au vrai et à la vérité, avant l'attachement à toute idéologie ou à toute illusion ». La nudité est donc perçue comme libératrice des illusions humaines et des idéologies qui éloignent du divin, et source de confort pour le bon déroulement du rituel.
Certains groupes de Néopaganisme et de Wicca accomplissent une partie (ou la totalité) de leurs rituels en Skyclad. La religion Stregheria, par exemple, pratique le Skyclad pendant les rituels de la moitié de l'année, et effectue les rituels de l'autre moitié de l'année avec des vêtements.
La nudité rituelle a été réintroduite par Gerald Gardner (fondateur du Gardnérianisme, l'un des mouvements Wicca modernes les plus importants) et par le livre Aradia ou l'Évangile des Sorcières, de Charles Leland. Le livre Witchcraft Today de Gerald Gardner, publié en 1954, décrit le retour en Angleterre des pratiques religieuses païennes, qui auraient discrètement survécu à travers les siècles. Le Skyclad a été défini comme partie intégrante de la Wicca, et est aujourd'hui pratiqué par les Xandrianistes, les Géorgiens, et les Blue Star Wiccans.
Charge of the Goddess, texte liturgique de la Wicca, incite les participants à être nus pendant les rituels. Une des autres origines liturgiques du Skyclad remonte au livre Aradia, or the Gospel of the Witches de Charles Godfrey Leland publié en 1899. Le passage suivant, énoncé par la déesse Aradia, apparaît à la fin du premier chapitre :
Et comme symbole de votre liberté,

Vous serez nus pendant les rituels, Hommes

Et Femmes ; ceci durera jusqu’à ce que

Le dernier de vos oppresseurs soit mort.
Robert Chartowich a argumenté en 1998 que la traduction des textes d'Aradia était légèrement erronée et a proposé cette traduction pour la fin du premier chapitre : 
« Hommes et Femmes / Vous serez nus, jusqu'à ce que / Soit mort le dernier / De vos oppresseurs ».
Leland a donc potentiellement déformé le texte original en y introduisant l'expression « pendant les rituels ».
Le docteur Leo Ruickbie note que la représentation artistique traditionnelle des sorcières a probablement eu une influence dans la Wicca moderne et sur les pratiques définies par Gerald Gardner, en citant des artistes comme Albrecht Dürer et Salvator Rosa.
Doreen Valiente, l'une des prêtresses de Gardner, a retravaillé Charge of the Goddess afin de populariser et faire connaître la Wicca au public, en préservant les citations de la déesse Aradia. 
Dans les religions Indiennes, le terme Digambara signifie littéralement « vêtu par les cieux ». Les liens étroits de l'Angleterre avec l'Inde, au moment de l'apparition de la Wicca, font que le Skyclad était déjà connu des personnes s'intéressant aux religions hindoues. Gerald Gardner, ayant passé une grande partie de sa vie adulte à Ceylan et en Birmanie, s'est probablement familiarisé avec ce terme Hindou et ces coutumes à cette époque.